# Interkristalline Korrosion

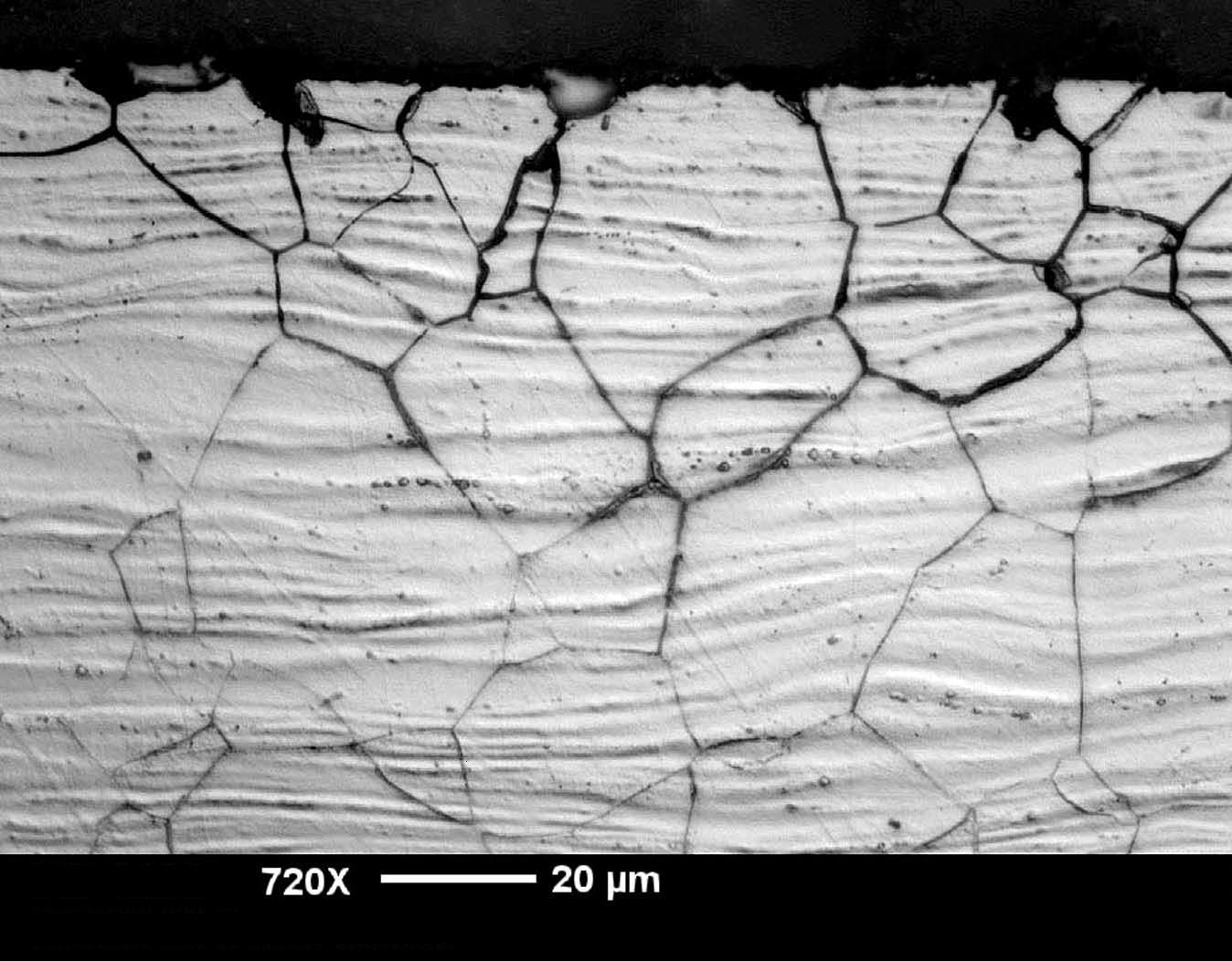
Interkristalline Korrosion in austenitischem, kaltgewalztem Stahlblech

Die Interkristalline Korrosion (IK), auch Kornzerfall genannt, ist eine Form der Korrosion, die in den meisten Legierungen bei entsprechenden Bedingungen auftreten kann.
Die Korrosion verläuft dabei entlang der Korngrenzen.
Bei mit Chrom legierten Stählen verbindet sich das im Werkstoff enthaltene Chrom beim Erwärmen (etwa beim Schweißen) mit dem Kohlenstoff zu Chromcarbid ({\displaystyle Cr_{23}C_{6}}). Dadurch steht das Chrom nicht mehr zum Korrosionsschutz (Bildung einer Passivschicht) im erwärmten Bereich zur Verfügung. Dies tritt besonders bei kohlenstoffreicheren Stählen auf.
Bei korrosionsbeständigen Stählen wirkt die Bindung des Kohlenstoffs durch Niob oder Titan zu Niob- oder Titancarbid (stabilisierte Stähle) oder die Absenkung des Kohlenstoffgehalts (IF-Stahl, oder LCS = low carbon steel bzw. ELC = extra low carbon, C-Gehalt ≤ 0,03 %) der IK-Anfälligkeit entgegen: Diese Maßnahmen verhindern die schädliche Reduzierung des Chromgehalts entlang der Korngrenzen, erhöhen also die IK-Beständigkeit.